# João Grilo
João Grilo é um personagem dos contos populares do Brasil e de Portugal. Apareceu com destaque na literatura de cordel brasileira e, na condição de pícaro invencível, reapareceu na obra Auto da Compadecida, escrita por Ariano Suassuna em 1957. Tornou-se ainda mais conhecido graças à versão cinematográfica da peça, dirigida por Guel Arraes e estrelada por Matheus Nachtergaele, lançada em 1999 no formato de minissérie exibida pela Rede Globo e no ano seguinte nos cinemas.

## João Grilo na tradição popular
João Grilo figura como o protagonista nos contos portugueses, a exemplo de João Ratão (ou Grilo), dos Contos tradicionais do povo português, de [Teófilo Braga], e da História de João Grilo, dos Contos populares portugueses, de Consiglieri Pedroso. Outro grande etnógrafo português, Adolfo Coelho, incluiu em seus Contos nacionais para crianças o Doutor Grilo, ao passo que Francisco Xavier de Ataíde Oliveira, na obra Contos tradicionais do Algarve, coligiu o conto O adivinhão. Sem ser nominado, o personagem figura, ainda, nos Contos tradicionais do Brasil, de Luís da Câmara Cascudo, na história Adivinha, adivinhão. Na obra Antologia do Cordel Brasileiro, o pesquisador Marco Haurélio cita talvez a mais antiga aparição da personagem em uma obra literária: "a menção mais antiga que conheço é da introdução do Pentamerone, de Giambattista Basile (1634-36). Basile nos fala de passagem de certo Maestro Grillo, protagonista de uma obra cômica, Opera nuova piacevole da ridere de um villano lauratore nomato Grillo, quale volse douentar medico, in rima istoriata (Veneza, 1519). Grilo, fingindo-se de médico, faz com que uma princesa sisuda ria pela primeira vez. Angelo de Gubernatis, na Mitologia zoológica, segundo Teófilo Braga, afirma: “Na Itália, quando se propõe um enigma para ser adivinhado, ajunta-se ordinariamente como conclusão as palavras — Indovinala, grillo! (Adivinha, grilo!)”. Orientalista, Gubernatis, fazendo coro aos estudiosos de seu tempo, associa a expressão ao idiota fingido que acaba por revelar-se esperto, interpretando-o como o Sol que, mesmo envolvido na nuvem ou durante a noite, a tudo vê. Um evidente exagero. Mas a expressão popular vem ao encontro do João Grilo adivinhão que figura, além do folheto de Pedro Monteiro, na última parte das Proezas de João Grilo.” 

## João Grilo na Literatura de Cordel

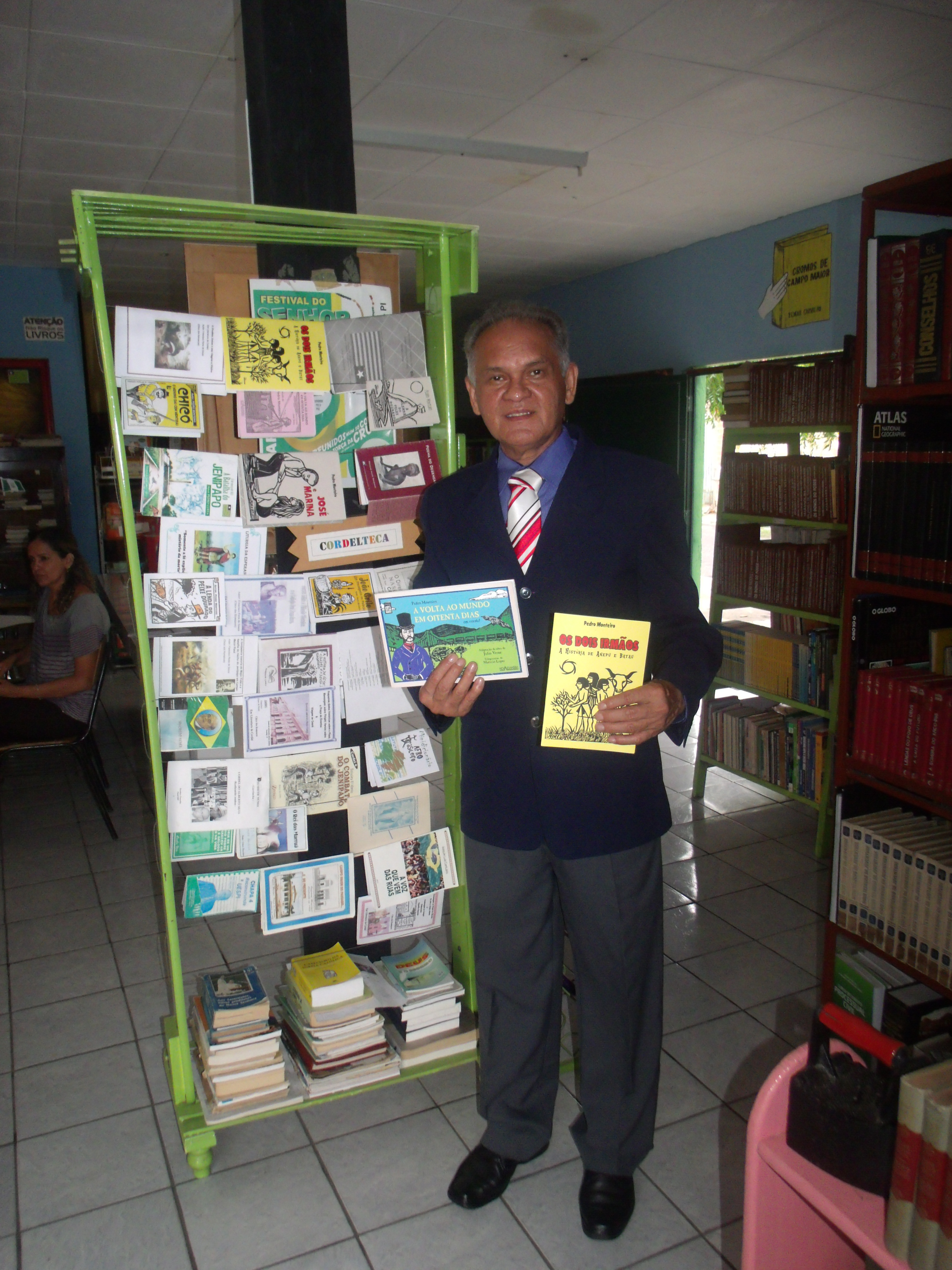
Pedro Monteiro, autor de "João Grilo, um presepeiro no Palácio"

A primeira aparição de João Grilo na literatura de cordel ocorreu num folheto de oito páginas, Palhaçadas de João Grilo, escrito por João Ferreira de Lima, em 1932. Escrita em sextilhas, a obra foi ampliada em 1948 e rebatizada como Proezas de João Grilo, com a inserção de setilhas e mudança brusca de cenário (João Grilo desloca-se do sertão e vai até o Egito responder às perguntas de um sultão).
João Grilo foi um cristão
Que nasceu antes do dia,
Criou-se sem formosura
Mas tinha sabedoria,
E morreu depois da hora
Pelas artes que fazia.
[...]  
Na noite que João nasceu,
Houve um eclipse na lua,
E detonou um vulcão,
Que ainda continua.
Naquela noite correu
Um lobisomem na rua.
Acarinhado pelos leitores por conta de sua identificação com as camadas populares das quais aparece como uma espécie de vingador, João Grilo figura em muitos outros folhetos de cordel:
- Novas proezas de João Grilo, de Paulo Nunes Batista;
- As perguntas do rei e as respostas de João Grilo, de Antônio Pauferro da Silva;
- A morte, o enterro e o testamento de João Grilo, de Eneias Tavares dos Santos;
- O professor Sabe-Tudo e as respostas de João Grilo, de Klévisson Viana e Doizinho Quental;
- As artimanhas de João Grilo, de Arievaldo Viana;
- Traquinagens de João Grilo, de Marco Haurélio;
- João Grilo, um presepeiro no palácio, de Pedro Monteiro
- João Grilo, o amarelo que enganou a morte. de Zeca Pereira
- Presepadas de Chicó e astúcias de João Grilo, de Marco Haurélio
- Novas presepadas de João Grilo e Chicó. de Zeca Pereira
- A Roupa Nova do Rei ou O encontro de João Grilo com Pedro Malazarte, de Marco Haurélio, com desenhos de Klévisson Viana
- O inusitado encontro de João Grilo com Zé Carioca de Isael de Carvalho com arte de Erivaldo.

### Aparência física
João Grilo é descrito como "amarelo" nos contos populares, nos cordéise e em Auto da Compadecida. João Ferreira de Lima, em Proezas de João Grilo, dá uma ideia mais clara da personagem:
Porém João Grillo criou-se
Pequeno, magro e sambudo,
As pernas tortas e finas,
A boca grande e beiçudo.
No sítio onde morava,
Dava notícia de tudo.
Marco Haurélio, em Presepadas de Chicó e astúcias de João Grilo, demonstra que a falta de atributos físicos só reforça o as características ladinas da personagem:
João tornou-se um rapazote
Esquisito como o raio,
Tinha pernas de alicate,
Cabeça de papagaio,
Mas nunca achou sabichão
Pra metê-lo no balaio.
Pedro Monteiro — em João Grilo, um presepeiro no palácio — reforça a descrição de João Ferreira de Lima:
E por ser muito franzino,
Com seu esquisito estilo,
Rebento de sete meses,
Nascido com meio quilo,
De serelepe que era,
Foi chamado de João Grilo.